# Pere Gabarró i Garcia
Pere Gabarró i Garcia (Igualada, l'Anoia, 1 de gener del 1899 — Barcelona, 4 de maig del 1980) fou un metge català. El 1939 va exiliar-se a Anglaterra, on fou cap de cirurgia plàstica a diversos hospitals. Va especialitzar-se en reparacions de la cara, i desenvolupà un nou tipus d'empelt anomenat empelt d'escaquer o en tauler d'escacs de Gabarró o en segell de correus de Gabarró. Ha estat considerat el pare de la cirurgia plàstica a Catalunya i a Espanya. Aficionat a la muntanya, el 1932 va obrir la via Gabarró, una nova via d'accés a la Pica d'Estats.

## Biografia
Pere Gabarró va néixer al número 6 de la Rambla Nova d'Igualada l'1 de gener de 1899, darrer dels dotze fills d'Aleix Gabarró i Castelló i Teresa Garcia i Fossas. Els tres germans grans, Adolf, Ròmul i Màrius, van ser els únics que van superar la infantesa. El pare, Aleix Gabarró, tenia una fàbrica de naips a Igualada i la mare, Teresa, era germana de Jaume i Artur, els coneguts germans Garcia Fossas. Als 9 anys va quedar orfe de pare, i la mare el va portar a Barcelona a estudiar. El 1914 va obtenir el grau de batxiller a l'Institut de Barcelona, i per pressions familiars va estudiar Farmàcia a la Universitat de Barcelona, on es va llicenciar el 1918. Va aprofitar els llibres de medicina del fill de l'amo de l'apotecaria on treballava per iniciar el 1916 la carrera de Medicina, que va acabar el 1923. Fou admès en el Col·legi de Metges de Barcelona el 1924.
Començà a exercir com a metge el 1924, establint la seva consulta al Passeig de Sant Joan de Barcelona. El 1928 es casà amb Josefina Viader i tingueren dues filles i un fill. Va ser professor ajudant de pràctiques de Medicina Legal i Toxicologia (1923-25), d'Anatomia Topogràfica i Operacions (1929-30) i de Patologia Quirúrgica I i II (1930-33). Fou membre de la clínica de Terapèutica Quirúrgica de l'Hospital Clínic dirigida pel cirurgià Joan Puig i Sureda. S'interessà per la cirurgia abdominal i a principis de la dècada de 1930 publicà els seus primers treballs sobre cirurgia plàstica.
Va ser membre de Palestra, entitat catalanista de tarannà educatiu i patriòtic fundada el 1930, i membre de la Societat de Cirurgia de Barcelona, creada el 1927 i anomenada Societat de Cirurgia de Catalunya el 1933. En aquesta societat va liderar la publicació en català del Butlletí de la Societat de Cirurgia de Catalunya, que fins llavors era en castellà. Va pronunciar el discurs En defensa de l'ús exclusiu del català en totes les publicacions de la Societat de Cirurgia de Catalunya, que va portar que el català fos l'únic idioma de la Societat. El seu compromís amb el catalanisme mèdic també es va manifestar amb la seva participació com a secretari del Comitè de Recerques i Investigacions Històriques de l'Associació de Metges i Biòlegs de Llengua Catalana i l'impuls de l'estudi de la història de la cirurgia catalana. Participà en el X Congrés Internacional d'Història de la Medicina, realitzat a Madrid el 1935, en l'homenatge a Antoni de Gimbernat dins del vuitè Congrés de Metges i Biòlegs de Llengua Catalana (1934) i fou sotssecretari en el novè Congrés, celebrat a Perpinyà el 1936.
Durant la Guerra Civil Espanyola va ser metge militar en el bàndol republicà i va adquirir un gran coneixement quirúrgic, especialment en la restauració de la cara. Fou representant d'Acció Catalana Republicana al Consell de Sanitat de Guerra de la Generalitat de Catalunya i posteriorment fou nomenat comandant de l'exèrcit i cap de l'equip quirúrgic. Durant la guerra va organitzar la cura dels cremats de la part republicana de Catalunya i València. Fou destinat al front d'Aragó (a Codo, Puebla de Híjar i Barbastre) i a partir de 1938 a diversos hospitals catalans, des de Gandesa fins a Santa Coloma de Farners i, finalment, al tren hospital que el 5 de febrer de 1939 el portà a l'exili.
Fugí a França i quinze dies després a Anglaterra, primer a Londres i finalment a Manchester, on va treballar 3 anys amb Sir Harold Gillies, considerat el pare de la cirurgia plàstica. Gràcies a la seva destresa com a dibuixant va poder ingressar a l'escola de Guillies sense haver de pagar. A canvi dibuixava els esquemes operatoris de Guillies. Durant la Segona Guerra Mundial va treballar amb el doctor Archibald McIndoe, cap dels cirurgians de la Royal Air Force, curant els cremats de l'aviació. Nomenat Senior Surgeon pel govern britànic, dirigí durant 5 anys els serveis de cirurgia plàstica del Baguley Emergency Hospital, del Christie Hospital i del Holt Radium Institute. Va desenvolupar un nou tipus d'empelt de teixits, anomenat en tauler d'escacs o en segells de correus, que va publicar al British Medical Journal i als Proceedings of the Royal Society of Medicine, el 1943 i 1944. Es tracta d'empelts laminars tallats en quadrats petits, d'una peça gran, i col·locats amb una petita separació entre ells, per tal que quedi recoberta una extensió de pell més gran, i, alhora pugui fluir l'exsudat en cas de produir-se. Va ser soci fundador de la British Association of Plastic Surgeons (1946), col·laborà en la revista British Medical Journal Surgery i fou un dels fundadors del Casal Català de Londres.
El març del 1947 va tornar a Barcelona per reunir-se amb la seva muller, fills i mare. Va rebre permís per treballar amb el doctor Joan Puig i Sureda i amb Jaume Pi i Figueras, a l'Hospital de Sant Pau i a la Clínica Corachan. Fou delegat de la American Society of Plastic and Reconstructive Surgery (1950-52). Fou membre fundador i primer president de la Societat Catalana de Cirurgia Plàstica i Estètica, llavors secció de l'Acadèmia de Ciències Mèdiques de Catalunya i de Balears (1961-1965). A partir del 1962 va col·laborar amb Josep Alsina i Bofill en la creació d'un programa d'activitats de la Societat Catalana de Biologia.
Va ser un dels fundadors del moviment escolta a Catalunya, juntament amb Josep Maria Batista i Roca, i practicà l'excursionisme. Fou un dels promotors dels Minyons de Muntanya creats el 1927 i fou membre del Centre Excursionista de Catalunya. Com a metge, publicà escrits dirigits al públic excursionista. El juliol de 1932 va obrir la via Gabarró, una nova via d'accés a la Pica d'Estats per un camí diferent del clàssic del Port de Sotllo.
Va morir el 4 de maig del 1980 a Barcelona, després de nedar a les piscines del Club Natació Barcelona.

## Reconeixements
Una muntanya de 3.115 metres, situada entre Alins i l'Arieja, prop de la Pica d'Estats, va ser anomenada Punta de Gabarró en el seu honor.
A Igualada hi ha un carrer anomenat en honor seu, segons acord del ple municipal del 30 de desembre del 1985, i els premis Ciutat d'Igualada inclouen el premi d'Investigació Sanitària Pere Gabarró.
El Col·legi Oficial de Metges de Barcelona va declarar el 2009 com l'any del metge Pere Gabarró i Garcia.

## Obres
- Pel país dels fiords. Viatge per Noruega (1930)[6]
- Com cal auxiliar un ferit (1930 i 1934)
- Les publicacions científiques i la llengua catalana. En defensa de l'ús exclusiu del català en totes les publicacions de la Societat de Cirurgia de Catalunya (1933)
- Una plàstia important de la cara (1933)
- La cirugía plástica y estética y la cirugía general (1947)
- La cirugía plástica en el tratamiento de los cánceres faciales (1955)
- Estado actual de la cirugía plástica (1955)
- Visió gràfica dels Pirineus de Lleida (1973)